# Wadi Haddad
Wadi Haddad (en árabe وديع حداد; nació en 1927 - murió el 8 de marzo de 1978), también conocido como Abu Hani, fue un médico palestino cristiano y líder del brazo armado del Frente Popular para la Liberación de Palestina. Fue el responsable de la organización de varios secuestros de aviones civiles en apoyo a la causa palestina en los años 1960 y 1970.

## Biografía
Haddad nació de padres cristianos palestinos en Safed, en lo que hoy es el norte de Israel, en 1927. Durante la guerra árabe-israelí de 1948, la casa de su familia fue destruida y tuvieron que huir al Líbano. Estudió medicina en la Universidad Americana de Beirut, donde se reunió con refugiados palestinos compañeros como George Habash. En conjunto, ayudó a fundar el Movimiento Nacionalista Árabe (MNA), una agrupación socialista panarabista con el objetivo de crear el Estado de Palestina y unir a los países árabes.
Después de graduarse, se trasladó con Habash hacia Amán, donde establecieron una clínica. Trabajó en Socorro de las Naciones Unidas y la Agencia de Naciones Unidas para los Refugiados de Palestina en Oriente Próximo (UNRWA) en 1956, pero debido a su activismo nacionalista palestino fue arrestado por las autoridades jordanas en 1957. En 1961, logró escapar a Siria. 
Haddad defendió la lucha armada contra Israel desde 1963 en adelante, y tuvo éxito en la militarización del Movimiento Nacionalista Árabe. Más tarde se integró en el Frente Popular para la Liberación de Palestina (FPLP). Fue uno de los artífices de la campaña de secuestros aéreos en los años 60 y 70, por la cual fue expulsado del FPLP que se desmarcó de estas acciones.

## Muerte
Haddad murió el 28 de marzo de 1978 en la República Democrática Alemana. Según el libro Striking Back, publicado por Aaron Klein en 2006, Haddad fue eliminado por el Mosad, que le habría enviado chocolates cubiertos con un veneno de acción lenta e imperceptible, que lo hizo morir a lo largo de un mes, en un hotel en Alemania del Este después de que los médicos no pudieran diagnosticar su enfermedad. Otros autores desmienten esta teoría, atribuyéndola a la propaganda de los servicios de inteligencia israelíes.
En 2010 un documental de la televisión alemana cita agentes del Mosad que confirman el asesinato de Haddad con chocolate envenenado. En 2012, sin embargo, documentos de oficiales de inteligencia norteamericanos filtrados por Wikileaks desmentían esta teoría, señalando una leucemia como causa real de su muerte.